# Heike Schulte-Mattler
Pour les articles homonymes, voir Schulte et Mattler.
Heike Schulte-Mattler née Schmidt (née le 27 mai 1958 à Oberhausen en ex-Allemagne de l'Ouest) est une athlète allemande spécialiste du 400 mètres. 

## Carrière

### Palmarès
| Date | Compétition           | Lieu        | Résultat | Performance   |
| ---- | --------------------- | ----------- | -------- | ------------- |
| 1984 | Jeux olympiques d'été | Los Angeles | 3e       | 3 min 22 s 98 |

### Records
| Épreuve    | Performance | Lieu | Date |
| ---------- | ----------- | ---- | ---- |
| 400 mètres | 52 s 26     |      | 1982 |